# Shōko Miyata
Shōko Miyata (宮田笙子?, Miyata Shōko; Kyoto, 21 settembre 2004) è una ginnasta giapponese, medaglia di bronzo alla trave ai Mondiali 2022.